# 統一主体国民会議第二期代議員選挙
統一主体国民会義第二期代議員選挙（とういつしゅたいこくみんかいぎだいにだいぎいんせんきょ）は、第四共和国憲法の規定で設置された機関である統一主体国民会議（以下、国民会議）を構成する代議員を選出するために1978年5月に行われた大韓民国の選挙である。ここでは代議員選挙の後に行われた第9代大統領選挙（1978年大韓民国大統領選挙）についても説明する。

## 概要
1972年12月に選出された国民会議代議員の任期満了に伴って実施された。同会議について憲法の規定では、統一に関する重要政策を決定するための機関とされていたものの、代議員の政党加入が禁止され、選挙運動でも政治発言が制限されるなど国民会議の性格は朴正煕大統領を確実に選出するための組織にすぎなかった。そのため、尹潽善元大統領を中心とする反体制派と学生は代議員選挙のボイコットを訴えたため、選挙の焦点は投票率がどの程度になるかに移った。そのため政府は国民の棄権防止のために官憲の圧力など様々な手段を動員した結果、投票率は前回70.04％を8％以上も上回る得票率を示した。
- 投票日：1978年5月18日
- 立候補者：5,577名[1]（332名が無投票当選）
- 定員：2,583名
- 選挙区：1,665選挙区（無投票選挙区は236選挙区）
- 投票率：78.95％

この選挙では、現職で立候補した1,489名の内、68％が落選し、議席の72％が新人によって占められた。特に中小企業家出身代議員の進出が目立った。

## 第9代大統領選挙
7月6日から行なわれた国民会議第一次会議で代議員による大統領選挙が行なわれ、5日に候補登録された朴正煕が圧倒的な票数を得て第9代大統領に当選した。
| 項目     | 票数  |
| -------- | ----- |
| 投票総数 | 2,578 |
| 朴正煕   | 2,577 |
| 無効     | 1     |
| 反対     | 0     |

## 維新政友会議員の選出
第10代総選挙後の1978年12月20日、国民会議議長でもある朴正煕大統領は第3期国会議員候補77名を推薦し国民会議事務局に登録させた。これをうけて、国民会議は維新政友会第3期国会議員を選出するため、12月21日に市・道別会議を開催、一括投票で77名を選出した。
| 項目       | 票数   |
| ---------- | ------ |
| 投票参加者 | 2,573  |
| 賛成       | 2,539  |
| 反対       | 23     |
| 無効       | 11     |
| 支持率     | 98.6％ |